# Rajd Polski 1970
Rajd Polski 1970 (30. Rajd Polski) – 30. edycja rajdu samochodowego Rajd Polski rozgrywanego w Polsce. Rozgrywany był od 16 do 19 lipca 1970 roku. Bazą rajdu był Kraków. Rajd był dwunastą rundą Rajdowych Mistrzostw Europy w roku 1970, trzecią rundą Rajdowych samochodowych mistrzostw Polski w roku 1970 oraz drugą rundą Rajdowego Pucharu Pokoju i Przyjaźni w roku 1970. Składał się z dwóch etapów: pierwszy rozgrywany 16 i 17 lipca (do którego zaliczano pierwszych trzynaście odcinków specjalnych i pierwszą próbę szybkości górskiej) i drugi rozgrywany 17 i 18 lipca (do którego zaliczano odcinki specjalne od 14 do 21 i drugą próbę szybkości górskiej). Do drugiego etapu rajdu dopuszczano tylko 30 najlepszych załóg.

## Wyniki końcowe rajdu[1]
| Miejsce | Kierowca              | Pilot                 | Samochód                 | Czas    | Strata   |
| ------- | --------------------- | --------------------- | ------------------------ | ------- | -------- |
| 1       | Jean-Claude Andruet   | Michèle Veron         | Renault Alpine A110 1600 | 2:04:51 | -        |
| 2       | Sobiesław Zasada      | Ewa Zasada            | Porsche 911 S            | 2:05:37 | +0:46    |
| 3       | Gilbert Staepelaere   | André Aerts           | Ford Cortina Lotus       | 2:21:38 | +16:47   |
| 4       | Marian Bień           | Jerzy Krzesiwo        | Porsche 911 S            | 2:27:44 | +22:52   |
| 5       | Zdeněk Kec            | Milan Klíma           | Renault 8 Gordini        | 2:29:14 | +24:22   |
| 6       | Håkan Lindberg        | Erik Carlström        | Fiat 125 S               | 2:33:57 | +29:05   |
| 7       | Ulf Sundberg          | D. Jonsson            | Lancia Fulvia HF         | 2:40:43 | +35:52   |
| 8       | Ryszard Nowicki       | Jacek Magiera         | Renault 8 Gordini        | 3:02:32 | +57:40   |
| 9       | Mieczysław Sochacki   | Zenon Leszczuk        | Polski Fiat 125p 1500    | 3:17:06 | +1:12:15 |
| 10      | Carl Marius Syberg    | Ellen Syberg          | Opel Kadett Rallye       | 3:19:11 | +1:14:20 |
| 11      | Janusz Wojtyna        | Bronisław Czekała     | BMW 2002 Ti              | 3:22:21 | +1:17:29 |
| 12      | Peter Hommel          | Gunter Bork           | Wartburg 353             | 3:28:47 | +1:23:55 |
| 13      | Robert Mucha          | Leszek Borkowski      | Polski Fiat 125p 1500    | 3:29:33 | +1:24:41 |
| 14      | Herbert Heuser        | Hans Vogt             | Opel Kadett              | 3:37:24 | +1:32:32 |
| 15      | Kazimierz Jaromin     | J. Brodacki           | Polski Fiat 125p 1500    | 3:39:30 | +1:34:39 |
| 16      | Aleksander Oczkowski  | Mieczysław Spychalski | Polski Fiat 125p 1500    | 4:05:45 | +2:00:54 |
| 17      | Włodzimierz Markowski | Janusz Stawiński      | Porsche 912              | 4:08:53 | +2:04:01 |
| 18      | Jerzy Bachtin         | Andrzej Gieysztor     | Polski Fiat 125p 1500    | 4:13:56 | +2:09:04 |

1. 1 2 3 4 5 6 7 8  Nieliczony w klasyfikacji RSMP

## KlasyfikacjaCoPaF[4]
| Miejsce | Kierowca             | Pilot                 | Samochód              | Czas    | Strata   |
| ------- | -------------------- | --------------------- | --------------------- | ------- | -------- |
| 1       | Sobiesław Zasada     | Ewa Zasada            | Porsche 911 S         | 2:05:37 | 0:00     |
| 2       | Marian Bień          | Jerzy Krzesiwo        | Porsche 911 S         | 2:27:44 | +22:06   |
| 3       | Zdeněk Kec           | Milan Klíma           | Renault 8 Gordini     | 2:29:14 | +23:36   |
| 4       | Ryszard Nowicki      | Jacek Magiera         | Renault 8 Gordini     | 3:02:32 | +56:54   |
| 5       | Mieczysław Sochacki  | Zenon Leszczuk        | Polski Fiat 125p 1500 | 3:17:06 | +1:11:28 |
| 6       | Janusz Wojtyna       | Bronisław Czekała     | BMW 2002 Ti           | 3:22:21 | +1:16:43 |
| 7       | Peter Hommel         | Gunter Bork           | Wartburg 353          | 3:28:47 | +1:23:09 |
| 8       | Robert Mucha         | Leszek Borkowski      | Polski Fiat 125p 1500 | 3:29:33 | +1:23:55 |
| 9       | Kazimierz Jaromin    | Józef Brodacki        | Polski Fiat 125p 1500 | 3:39:30 | +1:33:52 |
| 10      | Aleksander Oczkowski | Mieczysław Spychalski | Polski Fiat 125p 1500 | 4:05:45 | +2:00:08 |